# Kuala Meuraksa
Kuala Meuraksa is een bestuurslaag in het regentschap Lhokseumawe van de provincie Atjeh, Indonesië. Kuala Meuraksa telt 904 inwoners (volkstelling 2010).